# Лока при Фраму
Лока при Фраму (словен. Loka pri Framu) је насељено место у општини Раче-Фрам, Подравска регија, Словенија.

## Историја
До територијалне реорганизације у Словенији била је у саставу старе општине Марибор.

## Становништво
У попису становништва из 2011. године, Лока при Фраму је имала 162 становника.
| Број становника према пописима | Број становника према пописима | Број становника према пописима |
| ------------------------------ | ------------------------------ | ------------------------------ |
| 1991                           | 2002                           | 2011                           |
| 137                            | 143                            | 162                            |

Напомена: Године 1952. увећано за насеље Градишче које је укинуто. До 1955. исказивано под именом Лока.